# 大阪府済生会千里病院
大阪府済生会千里病院（おおさかふさいせいかいせんりびょういん）は、大阪府吹田市にある民間病院。卒後臨床研修病院や大阪府災害拠点病院、大阪府災害派遣医療チームの大阪DMATなどの指定を受けている。併設型救命救急センターとして「済生会千里病院千里救命救急センター」が開設されており、ドクターカーを運用している。

## 沿革
- 1967年 - 大阪府保健医療財団新千里病院が開院。
- 2003年 - 大阪府済生会が大阪府保健医療財団新千里病院を引き継ぐ。
- 2006年 - 併設型救命救急センターとして「済生会千里病院千里救命救急センター」が開設（前身は昭和54年に開設された独立型の大阪府立千里救命救急センター）。

## 診療科
- 内科
- 心療内科
- 神経内科
- 小児科
- 外科
- 整形外科
- 泌尿器科
- 産科
- 婦人科
- 放射線科
- 耳鼻咽喉科
- リハビリテーション科
- 歯科
- 歯科・口腔外科
- 麻酔科
- 救命救急センター

## ドクターカー

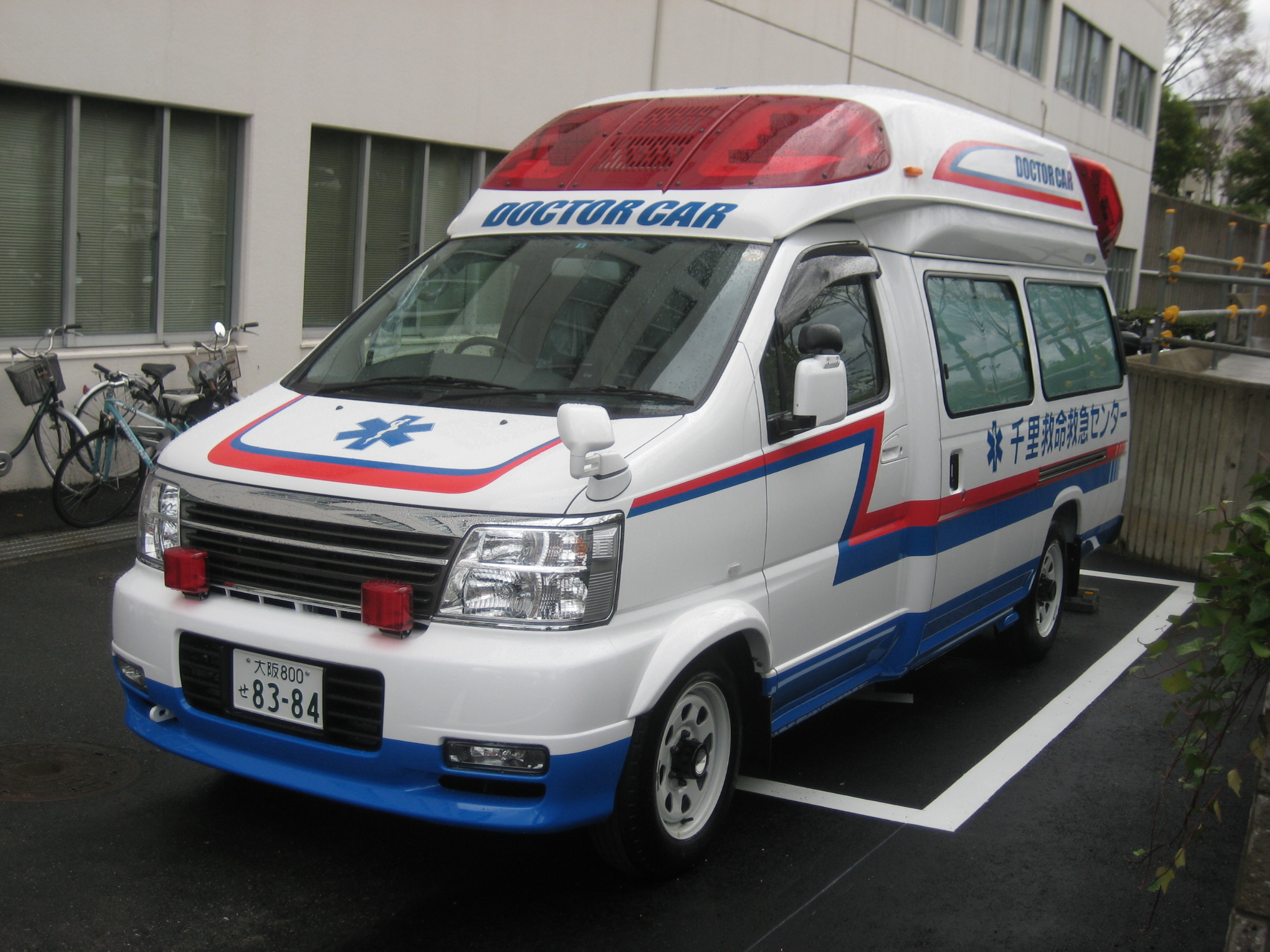
ドクターカー

ドクターカーの出動回数は病院間搬送も含め年間2000件以上と日本トップレベルである。
また要請から出動まで2分以内を維持している（これは救急隊と同レベル）。
- 車両　　　：　日産・パラメディック
- 運用開始　：　1993年1月
- 活動エリア：　大阪府豊能医療圏（吹田市、豊中市、池田市、箕面市、豊能町、能勢町）[2]
- 出動時乗員：　医師、看護師、救急救命士、専従運転士の4名体制で運用され、とくに医師と看護師はICLS、ITLS、JPTEC、JATECといった蘇生・初期診療の教育を修了したスタッフである[1]。

大阪府豊能医療圏の消防本部の救急救命士がドクターカーに同乗し医師の指導の下で現場活動を行うことで、メディカルコントロールの充実にも貢献している。
大阪市の救急病院に搬送することもある。
ドッコイセ福知山花火大会屋台爆発事故の際には市立福知山市民病院まで出動し分散搬送を行った。
大規模災害時には災害派遣医療チームの大阪DMATとして出動することもある。(専用のDMATカーが導入されたため、主にそちらで出動する。)

## 医療機関の指定・認定
（下表の出典）
| 保険医療機関 | 労災保険指定病院 |
| 母体保護法指定医の配置されている医療機関 | 生活保護法指定病院（中国残留邦人等の円滑な帰国の促進並びに永住帰国した中国残留邦人等及び特定配偶者の自立の支援に関する法律（平成六年法律第三十号）に基づく指定医療機関を含む。） |
| 臨床研修病院 | 結核指定病院 |
| がん診療連携拠点病院（府指定） | 特定疾患治療研究事業委託医療機関 |
| 原子爆弾被害者一般疾病医療取扱病院 | DPC対象病院 |
| 指定小児慢性特定疾病医療機関 | 指定自立支援医療機関（精神通院医療） |
| 無料低額診療事業実施医療機関 | 身体障害者福祉法指定医の配置されている医療機関 |
| 診療科名中に産婦人科、産科又は婦人科を有する病院にあっては、公益財団法人日本医療機能評価機構が定める産科医療補償制度標準補償約款と同一の産科医療補償約款に基づく補償の有無 | 特定行為研修指定研修機関 |
| 公害医療機関 | 在宅療養後方支援病院 |
| 地域医療支援病院 | |

- 公益財団法人日本医療機能評価機構認定病院[5]
- NPO法人卒後臨床研修評価機構認定証発行病院[6]
- このほか、各種法令による指定・認定病院であるとともに、各学会の認定施設でもある。

## 認定専門医人数
（下表の出典）
| 認定医・専門医名   | 人数 | 学会名                                     | 認定医・専門医名   | 人数 | 学会名                                 |
| ------------------ | ---- | ------------------------------------------ | ------------------ | ---- | -------------------------------------- |
| 整形外科専門医     | 7人  | 公益社団法人日本整形外科学会               | 麻酔科専門医       | 7人  | 公益社団法人日本麻酔科学会             |
| 放射線科専門医     | 1人  | 公益社団法人日本医学放射線学会             | 消化器内視鏡専門医 | 4人  | 一般社団法人日本消化器内視鏡学会       |
| 産婦人科専門医     | 2人  | 公益社団法人日本産科婦人科学会             | 泌尿器科専門医     | 4人  | 一般社団法人日本泌尿器科学会           |
| リウマチ専門医     | 1人  | 一般社団法人日本リウマチ学会               | 病理専門医         | 1人  | 一般社団法人日本病理学会               |
| 乳腺専門医         | 2人  | 一般社団法人日本乳癌学会                   | 総合内科専門医     | 10人 | 一般社団法人日本内科学会               |
| 外科専門医         | 10人 | 一般社団法人日本外科学会                   | 糖尿病専門医       | 3人  | 一般社団法人日本糖尿病学会             |
| 肝臓専門医         | 4人  | 一般社団法人日本肝臓学会                   | 気管支鏡専門医     | 1人  | 特定非営利活動法人日本呼吸器内視鏡学会 |
| 救急科専門医       | 7人  | 一般社団法人日本救急医学会                 | アレルギー専門医   | 1人  | 一般社団法人日本アレルギー学会         |
| 循環器専門医       | 7人  | 一般社団法人日本循環器学会                 | 呼吸器専門医       | 3人  | 一般社団法人日本呼吸器学会             |
| 消化器病専門医     | 7人  | 一般財団法人日本消化器病学会               | 大腸肛門病専門医   | 2人  | 一般社団法人日本大腸肛門病学会         |
| 腎臓専門医         | 1人  | 一般社団法人日本腎臓学会                   | 小児科専門医       | 3人  | 公益社団法人日本小児科学会             |
| 口腔外科専門医     | 2人  | 公益社団法人日本口腔外科学会               | 内分泌代謝科専門医 | 1人  | 一般社団法人日本内分泌学会             |
| 脳血管内治療専門医 | 1人  | 特定非営利活動法人日本脳神経血管内治療学会 | 消化器外科専門医   | 7人  | 一般社団法人日本消化器外科学会         |
| がん薬物療法専門医 | 1人  | 特定非営利活動法人日本臨床腫瘍学会         | 超音波専門医       | 4人  | 一般社団法人日本超音波医学会           |
| 細胞診専門医       | 1人  | 公益社団法人日本臨床細胞学会               | 透析専門医         | 1人  | 一般社団法人日本透析医学会             |
| 小児神経専門医     | 1人  | 一般社団法人日本小児神経学会               | 脳神経外科専門医   | 1人  | 一般社団法人日本脳神経外科学会         |

## 交通アクセス
- 阪急電鉄千里線「南千里駅」下車すぐ[7]
- 病院周辺地域を循環する無料シャトルバス(休診日は運休)が正面玄関から運行されていたが、2019年3月末をもって廃止となった。

## 周辺
- トナリエ南千里[7]
- 千里南公園[7]
- 南千里クリスタルホテル[7]